# Sipos Jenő (énektanár)
Sipos Jenő dr. (Kecskemét, 1910. július 20. – Budapest, 2000. december 27.) operaénekes (tenor), énekpedagógus.

## Élete
Sipos (Spieler) Ferenc női divat kereskedő és Fispán Mária gyermekeként született. Tanulmányait 1936-tól a budapesti Liszt Ferenc Zeneművészeti Főiskola operaének és énektanárképző szakán Molnár Imre, majd Olaszországban Riccardo Stracciari növendékeként végezte. 1939 és 1944 között a zsidótörvények miatt csak az OMIKE Művészakció rendezvényein szerepelhetett. 1961-től a Zeneakadémia tanára, majd 1970-től 1981-ig egyetemi tanára volt. 1977 és 1980 között a Frankfurt am Main-i Städtische Bühnen énekmestere, 1979-től 1986-ig Teheránban, 1981 és 1983 között Tokióban volt énektanár. 1983-tól a Magyar Állami Operaház énektanáraként működött. Énekkurzusokat vezetett Ausztriában, a Német Szövetségi Köztársaságban, Norvégiában és Svájcban. Pedagógiai műve: Hangképzés az énekkarban. Több világhírű magyar operaénekes mestere volt, mint:  Gulyás Dénes,  Fried Péter, Hamari Júlia, Kálmándi Mihály, Kelen Péter, Kincses Veronika, Marton Éva, Miller Lajos,  Pitti Katalin, Polgár László, Takács Klára, Tokody Ilona